# Marie Derscheid
Cet article concerne la médecin féministe connue aussi sous le nom de Marie Delcourt. Pour la philologue, helléniste et historienne, voir Marie Delcourt.
Pour les articles homonymes, voir Delcourt.
Marie Derscheid, également connue comme Marie Delcourt, est une médecin et féministe belge, née le 24 décembre 1859 à Saint-Vaast et morte le 4 décembre 1932. Elle participe à la fondation en 1921 de la Fédération belge des femmes universitaires et en est la présidente jusqu'à sa mort en 1932.

## Biographie
Marie Derscheid est née à Saint Vaast le 24 décembre 1859. Ses parents sont Carl Derscheid (1823-1891), venu du Grand Duché de Luxembourg pour diriger la manufacture de faïence Boch à la Louvière, et Adeline Putsage (1835-1911). Elle est la troisième d'une fratrie de onze enfants.
Elle poursuit des études d'institutrice à Mons, à école normale de formation d’institutrices communales dirigée par Marie Popelin. Ensuite, toute en travaillant comme enseignante, elle décide de poursuivre des études universitaires à Bruxelles et y obtient un doctorat en sciences naturelles en 1885. Elle poursuit par des études de médecine et obtient son diplôme en 1894 avec grande distinction. Elle se spécialise ensuite en orthopédie et étudie à Berlin, Paris et Vienne, avant de rentrer en Belgique et d'y être classée première au concours universitaire de 1895. 
Le 20 avril 1897, elle épouse, à Saint-Josse ten Noode,  Albert Delcourt, médecin, professeur à l'Université libre de Bruxelles et fondateur de la pédiatrie moderne.
En 1890, en Belgique, la loi du 10 avril autorise les femmes à exercer la profession de médecin et de pharmacien, pour autant qu'elles aient le consentement de leur époux.
Marie Delcourt-Derscheid peut donc ouvrir son cabinet privé. Parallèlement, elle exerce à l'Hospice des enfants assistés et y participe à la création d'une section dédiée à la gymnastique orthopédique.
Elle est cheffe de service à l'Hospice des orphelines de Bruxelles de 1901 à 1911. Elle est aussi médecin inspectrice des écoles pour la ville de Bruxelles de 1916 à 1928, membre de la Société belge de chirurgie, vice-présidente de la Société belge d'orthopédie et une des fondatrices de l'École supérieure de kinésithérapie,.
Elle est féministe, fondatrice et présidente de 1921 à 1932 de la Fédération belge des femmes universitaires qui soutient les jeunes diplômées dans leur carrière ou la poursuite de leurs études. En 1929, elle y crée une section spécifique pour les femmes médecins et la fait adhérer à l'International Federation of Medical Women. Elle est aussi active au sein du Conseil national des femmes belges dont elle préside en 1923, la Commission Moralité et hygiène.
Elle est intéressée par la musique, l'aquarelle, à laquelle est elle initiée par son amie Anna Boch, et l'archéologie. Soignant les épouses du Bey de Tunis lors d'un séjour en Afrique du Nord, elle est décorée de l'ordre du Nichan Iftikhar. 
Elle décède le 4 décembre 1932

## Distinctions et honneurs
- Chevalier de l'ordre de Léopold en 1922[4]
- La Fédération des femmes belges diplômées des académies attribue en 2016 et 2018 une bourse Marie Delcourt-Derscheid[6]
- Le Fonds Derscheid-Delcourt de l'Université libre de Bruxelles permet à des étudiants aux moyens modestes d'étudier à l'étranger[7]